# LNFA Serie B 2016
La LNFA Serie B 2016 è la 12ª edizione del campionato di football americano di secondo livello, organizzato dalla FEFA.

## Squadre partecipanti
| Club                 | Città                     | Stadio | Sponsor ufficiale | Risultato nella stagione 2015 |
| -------------------- | ------------------------- | ------ | ----------------- | ----------------------------- |
| Barcelona Búfals     | Barcellona                |        |                   |                               |
| Coyotes de Santurtzi | Santurtzi                 |        |                   |                               |
| Gijón Mariners       | Gijón                     |        |                   |                               |
| Granada Lions        | Granada                   |        |                   |                               |
| L'Hospitalet Pioners | L'Hospitalet de Llobregat |        |                   |                               |
| Mallorca Voltors     | Palma di Maiorca          |        |                   |                               |
| Murcia Cobras        | Murcia                    |        |                   |                               |

## Stagione regolare

### Grupo Par
|   |                      | BUF       | COY   | PIO         |
| 1 | Barcelona Búfals     |           | 29-10 | 14–29 31-30 |
| 2 | Coyotes de Santurtzi | 6–23 8-14 |       | 0–23        |
| 3 | L'Hospitalet Pioners | 28–7      | 40–7  |             |

### Grupo Impar
|   |                  | MAR   | LIO   | VOL   | COB   |
| 1 | Gijón Mariners   |       | 14–12 | 14–11 | 14–15 |
| 2 | Granada Lions    | 7–10  |       | 27–10 | 0–14  |
| 3 | Mallorca Voltors | 20–14 | 27–7  |       | 6–16  |
| 4 | Murcia Cobras    | 30–0  | 32–0  | 9–3   |       |

### Classifica
La classifica della regular season è la seguente:
- PCT = percentuale di vittorie, G = partite giocate, V = partite vinte,  P = partite perse, PF = punti fatti, PS = punti subiti

#### Grupo Par
| Pos. | Squadra              | PCT  | G | V | N | P | PF  | PS  |
| ---- | -------------------- | ---- | - | - | - | - | --- | --- |
| 1    | L'Hospitalet Pioners | .800 | 5 | 4 | 0 | 1 | 150 | 59  |
| 2    | Barcelona Búfals     | .667 | 6 | 4 | 0 | 2 | 118 | 111 |
| 3    | Coyotes de Santurtzi | .000 | 5 | 0 | 0 | 5 | 31  | 129 |

#### Grupo Impar
| Pos. | Squadra          | PCT   | G | V | N | P | PF  | PS  |
| ---- | ---------------- | ----- | - | - | - | - | --- | --- |
| 1    | Murcia Cobras    | 1.000 | 6 | 6 | 0 | 0 | 116 | 23  |
| 2    | Gijón Mariners   | .500  | 6 | 3 | 0 | 3 | 66  | 95  |
| 3    | Mallorca Voltors | .333  | 6 | 2 | 0 | 4 | 77  | 87  |
| 4    | Granada Lions    | .167  | 6 | 1 | 0 | 5 | 53  | 107 |

## Playoff

### Tabellone
|  | Wild Card        | Wild Card            | Wild Card            |                      |               | Semifinali    | Semifinali    | Semifinali |  |  | XII Final de la LNFA Serie B | XII Final de la LNFA Serie B | XII Final de la LNFA Serie B |  |
|  |                  |                      |                      |                      |               |               |               |            |  |  |                              |                              |                              |  |
|  |                  |                      |                      |                      |               | Murcia Cobras | Murcia Cobras | 27         |  |  |                              |                              |                              |  |
|  |                  |                      |                      |                      |               | Murcia Cobras | Murcia Cobras | 27         |  |  |                              |                              |                              |  |
|  |                  |                      | Gijón Mariners       | Gijón Mariners       | 7             |               |               |            |  |  |                              |                              |                              |  |
|  | Gijón Mariners   | Gijón Mariners       | Gijón Mariners       | Gijón Mariners       | 7             | 7             |               |            |  |  |                              |                              |                              |  |
|  | Gijón Mariners   | Gijón Mariners       |                      |                      |               |               |               |            |  |  |                              |                              |                              |  |
|  | Mallorca Voltors | Mallorca Voltors     | 0                    |                      |               |               |               |            |  |  |                              |                              |                              |  |
|  | Mallorca Voltors | Mallorca Voltors     | 0                    |                      | Murcia Cobras | Murcia Cobras | 10            |            |  |  |                              |                              |                              |  |
|  |                  |                      |                      |                      |               |               |               |            |  |  |                              |                              |                              |  |
|  |                  |                      | L'Hospitalet Pioners | L'Hospitalet Pioners | 8             |               |               |            |  |  |                              |                              |                              |  |
|  |                  |                      |                      | L'Hospitalet Pioners | 8             |               |               |            |  |  |                              |                              |                              |  |
|  |                  |                      |                      |                      |               |               |               |            |  |  |                              |                              |                              |  |
|  |                  |                      |                      |                      |               |               |               |            |  |  |                              |                              |                              |  |
|  |                  | L'Hospitalet Pioners | L'Hospitalet Pioners | 28                   |               |               |               |            |  |  |                              |                              |                              |  |
|  |                  |                      |                      | 28                   |               |               |               |            |  |  |                              |                              |                              |  |
|  |                  |                      | Barcelona Búfals     | Barcelona Búfals     | 7             |               |               |            |  |  |                              |                              |                              |  |
|  | Barcelona Búfals | Barcelona Búfals     | Barcelona Búfals     | Barcelona Búfals     | 7             | 16            |               |            |  |  |                              |                              |                              |  |
|  | Barcelona Búfals | Barcelona Búfals     |                      |                      |               |               |               |            |  |  |                              |                              |                              |  |
|  | Granada Lions    | Granada Lions        | 7                    |                      |               |               |               |            |  |  |                              |                              |                              |  |

### Wild Card
| Gijón 7 maggio 2016 | Gijón Mariners | 7 – 0 | Mallorca Voltors |  |

| Barcellona 7 maggio 2016 | Barcelona Búfals | 16 – 7 | Granada Lions |  |

### Semifinali
| Murcia 21 maggio 2016 | Murcia Cobras | 27 – 7 | Gijón Mariners |  |

| L'Hospitalet de Llobregat 21 maggio 2016 | L'Hospitalet Pioners | 28 – 7 | Barcelona Búfals |  |

### XII Final de la LNFA Serie B
| Murcia 4 giugno 2016 | Murcia Cobras | 10 – 8 | L'Hospitalet Pioners |  |

## XII Final de la LNFA Serie B

### Spareggio promozione
| 12 giugno 2016 | Valencia Giants | 26 – 7 | L'Hospitalet Pioners |  |

## Verdetti
- Murcia Cobras Campioni della LNFA Serie B 2016 e promossi in Serie A
- L'Hospitalet Pioners non promossi in Serie A
- Osos de Rivas promossi dalla Serie C